# 4,4'-methyleendianiline
4,4'-methyleendianiline (afgekort tot 4,4'-MDA, MDA of DADPM) is een intermediair product in de productie van polyurethanen.

## Synthese
4,4'-methyleendianiline wordt bereid door de reactie van formaldehyde met aniline in de aanwezigheid van zoutzuur. Deze condensatiereactie levert naast 4,4'-methyleendianiline nog een aantal nevenproducten op. Technisch 4,4'-methyleendianiline is een mengsel van 4,4'-methyleendianiline (ca. 60%), isomeren ervan (ca. 4%), andere tri- en hogere amines (polyamines) (ca. 35%), en sporen van water en aniline. Technisch 4,4'-methyleendianiline wordt als dusdanig gebruikt, of kan verder gezuiverd worden.

## Toepassingen
Bijna alle 4,4'-methyleendianiline dat geproduceerd wordt, ongeveer 432.000 ton in 1993 in West-Europa, gaat naar de productie van MDI (methyleendifenyldi-isocyanaat), dat verder verwerkt wordt in polyurethaankunststof. MDI wordt gevormd door de reactie van 4,4'-methyleendianiline met fosgeen. Het MDA wordt hiervoor opgelost in bijvoorbeeld monochloorbenzeen.
Met de ringhydrogenering van 4,4'-methyleendianiline verkrijgt men 4,4'-diaminodicyclohexylmethaan, dat ook een grondstof is voor polyurethanen.
Minder belangrijke toepassingen zijn als hardener in epoxyharsen en kleefstoffen, of in de productie van speciale polymeren (polyamide-imide) en andere chemicaliën. Maximaal 4000 ton 4,4'-methyleendianiline per jaar gaat naar deze toepassingen.

## Toxicologie en veiligheid
4,4'-methyleendianiline is een kankerverwekkende stof gebleken voor proefdieren; voor mensen zijn geen adequate gegevens voorhanden. De stof is daarom ingedeeld als kankerverwekkende stof in categorie 2. De stof is mogelijk ook mutageen.
Contact met de huid moet vermeden worden, omdat de stof via de huid in het lichaam kan doordringen. De verbinding kan de huid ook overgevoelig maken.
De blootstelling van het publiek aan 4,4'-methyleendianiline is verwaarloosbaar. Een mogelijke bron van 4,4'-methyleendianiline zijn producten die gekleurd zijn met bepaalde azokleurstoffen, bv. Cartasol Yellow, waaruit bij ontbinding 4,4'-methyleendianiline kan vrijkomen. Een andere potentiële bron is de sterilisatie door middel van straling van polyurethanen die in medische apparatuur gebruikt worden.